# Cellule
Cellule – miejscowość i dawna gmina we Francji, w regionie Owernia-Rodan-Alpy, w departamencie Puy-de-Dôme. W 2013 roku jej populacja wynosiła 1171 mieszkańców. 
W dniu 1 stycznia 2016 roku z połączenia dwóch ówczesnych gmin – Cellule oraz La Moutade – utworzono nową gminę Chambaron-sur-Morge. Siedzibą gminy została miejscowość La Moutade. 